# 豬股慧士
豬股慧士（日语：／ Inomata Satoshi，12月24日—）是出身於日本福冈县的男性聲優。I'm Enterprise 所属。

## 經歷
畢業於日本播音演技研究所。

## 人物
兴趣是保齡球和卡拉OK。特长是棒球和模仿。持有弓道二段、毛笔六段和硬筆三段的資格。

## 演出作品
※粗體字為主要角色。

### 電視動畫
2014年
- 大圖書館的牧羊人（教師D、報道部）

2015年
- 青春×機關鎗（玩家）- 特別編

2016年
- TABOO TATTOO－禁忌咒紋－（男學生A）
- 漂流武士（奧爾特兵、妖精）

2017年
- 快盜天使雙胞胎BREAK（アリ戦闘員）
- 咕嚕咕嚕魔法陣（魔王歌唱）
- 騎士&魔法（雲福）
- 重啟咲良田（管理局員A）
- 我的女友是個過度認真的處女bitch（廣君）

2018年
- 龍族拼圖X（領地龍喚士）
- citrus～柑橘味香氣～（男性）
- 妖精森林的小不點（石貫會成員）
- 黃金神威（士兵）
- 漫画女孩（男性）
- 女神異聞錄5 the Animation（司）
- Free!-Dive to the Future-（涼木亮太、五十嵐瑛太）
- 搖曳莊的幽奈小姐（學生）
- 刀劍神域 Alicization（村民）
- 弦音－風舞高中弓道部－（2018年 - 2023年、男學生、湯島、男人、學生、部員、其他）

2019年
- 輝夜姬想讓人告白～天才們的戀愛頭腦戰～（2019年 - 2020年、店員、男學生）
- 巴哈姆特之怒（學生A）
- 南無阿彌陀佛！-蓮台 UTENA-（男性）
- 星光王子 KING OF PRISM -Shiny Seven Stars-（天下右京）
- 魔術學姐（學生）
- 偶像夢幻祭（男學生）
- 魔王陛下RETRY！（サタニスト、サタニストA）
- 觸地騎士（橄欖球部員）
- 炎炎消防隊（第5隊員、軍人）
- 入間同學入魔了！（學生B）

2020年
- 理科生墜入情網，故嘗試證明。（不良B）
- 异种族风俗娘评鉴指南（農夫A）
- 白貓 Project ZERO CHRONICLE（士兵A）
- 關於我轉生變成史萊姆這檔事（2020年 - 2024年、騎士A、戈美斯）

2021年
- 2.43 清陰高中男子排球社（觀眾）
- 魔法水果籃（畢業生）
- 轉生成蜘蛛又怎樣！（津岛大）
- 86—不存在的戰區—（男性）
- 境界戰機（2021年 - 2022年、大洋洲軍士兵、北美軍士兵）
- 無職轉生～到了異世界就拿出真本事～（哈肯戴爾、冒險者B）

2022年
- 秘密內幕～女警的反擊～（警犬員）
- 擅長捉弄人的高木同學3（男性A）
- 薔薇王的葬隊（約克士兵B）
- 哆啦A夢（2022年 - 2025年、警官、男性客、本）
- 愛在征服世界後（大吾的父親）
- 杜鵑婚約（遊樂園客A）
- 我想成為影之強者！（2022年 - 2023年、騎士、市民、貴族）
- VAZZROCK THE ANIMATION（刺客A）

2023年
- 機動戰士GUNDAM 水星的魔女（多米尼克斯的飛行員）
- 銀砂糖師與黑妖精（青年、職人）
- 冰屬性男子與無表情女子（客戶公司社員A）
- 卡片戰鬥!! 先導者 will+Dress（研究員）
- 江戶前精靈（業者男性A）
- 堀與宮村（男学生C）
- 租借女友（教授、路人、攝影師）
- 獻祭公主與獸王（奧茲瑪爾戈兵B、選別隊員）
- 殭屍100～在成為殭屍前要做的100件事～（コスギーズB）
- 打工吧！魔王大人（士兵、八巾兵、天兵連隊）
- 凹凸魔女的親子日常（帕南、羞恥的羅斯、芋達烏洛斯、擅長扭斷乳頭的怪物、南約尼）
- 豬肝記得煮熟再吃（年輕眾、警備）
- 撿走被人悔婚的千金，教會她壞壞的幸福生活（龍人）
- 想當冒險者前往都市的女兒成為S級

2024年
- 婚戒物語（田中）
- 爆旋陀螺X（男性客）
- 格斗实况（店員）
- WIND BREAKER—防風少年—
- 被稱為廢物的原英雄，被家裡流放後隨心所欲地活下去（騎士的聲音、民眾、妖精男、士兵）
- THE NEW GATE（盜賊）
- 從Lv2開始開外掛的前勇者候補過著悠哉異世界生活（自警團男②）
- 2.5次元の誘惑（男性客A）
- 為何我的世界被遺忘了？（烏爾澤兵）
- 嘆氣的亡靈想隱退 ～最弱獵人的最強隊伍育成術～（達塔拉、根卡伊、赫里安、阿德里亞、賈斯塔）
- Re:從零開始的異世界生活 3rd Season（警備員）
- 青春之箱（部員）
- 神之塔 -Tower of God- 工房戰（雷格）
- 一兆＄遊戲（TSUBAKI）
- 魔王2099（路人H）
- 噗妮露是可愛史萊姆（學生）

2025年
- 在沖繩喜歡上的女孩方言講得太過令人困擾（比嘉）
- 終究，與你相戀。（星川周吾[2]）
- 青之驅魔師 終夜篇（驅魔師）
- SAKAMOTO DAYS 坂本日常（男）
- 光之美少女偶像與你（書店店員、比賽出演者、喫茶グリッターの客、研究會會員、廣播工作人員）
- 紅戰士在異世界成了冒險者（反抗軍成員）
- 我的幸福婚約
- 灰色的果實（TFA士兵A）
- 來到棒球場捕捉我吧！（村田[3]）
- GUILTY GEAR -STRIVE- DUAL RULERS（男）
- CITY THE ANIMATION（安達太良良太[4]）
- 地球拉泰爾（阿拉伯大羚羊〈雄性〉[5]）
- 女騎士成為蠻族新娘（貝奧魯[6]）

2026年
- 終究，與你相戀。（第2期）（星川周吾[7]）

### 劇場版動畫
2017年
- Fate/kaleid liner 魔法少女☆伊莉雅 雪下的誓言（居民）

2018年
- ANEMONE／交响诗篇 Hi-Evolution

2019年
- 幼女戰記劇場版（士兵）

2021年
- 電影 再見了，我的克拉默（岡宗）

2022年
- ONE PIECE FILM RED
- 劇場版弦音－初始的一射－ （湯島薰）

### 網路動畫
- Monster Sonic！達太喵的偶像宣言（2017年、觀眾）
- 燒肉店戰國（2017年、大山總二 / モップ[8]）
- 神酒之尊-你的皇子-（2018年-2019年、獭祭 [9][10]）
- 絲襪視界（2019年、學生）

### 電子遊戲
2015年
- 暮光傳說（ハンメル[11]）

2016年
- 逆轉奧賽羅尼亞（アルカード[12]）
- 幻獸契約Cryptract（ゲイル）
- 萬千回憶（ラゴウ[13]、撫葉の風忍ミヤビ[14]）

2017年
- デスティニーオブクラウン[15]

2018年
- 言靈戰士（2018年 - 2019年、ビヒモスヤァ[16]、サード[17]、コーラル、ハデニエル、グノ鵜シス、シグルイーグル、ク錆ビ、カオスヤァ）
- 永恆冒險（ドッチ[18]）
- 虔誠之花的晚鐘（リー・シーシャン）
- KING OF PRISM プリズムラッシュ！LIVE（天下右京[19]）

2019年
- 怪物彈珠（2019年 - 2021年、吉龐古[20]、ウィロー[20]）

2020年
- 虔誠之花的晚鐘 -Episodio1926-（リー・シーシャン[21]）

2022年
- SD GUNDAM 激鬥同盟（ジオン兵A、ティターンズ指揮官B、連合指揮官〈SEED DES〉B、鉄華団員B）

2023年
- 爆裂！甜點王國（ゲータ、サンディ[22]）

2024年
- 聖獸之王（セザール、傭兵（タイプE）/ NPC）
- 神魔之塔（華生）

## 外部連結
- 猪股 慧士｜	I'm Enterprise